# The Guardians of the Galaxy Holiday Special
The Guardians of the Galaxy Holiday Special és un especial de televisió creat, escrit i dirigit per James Gunn per al servei de streaming Disney+, basat en l'equip de superherois de Marvel Comics Guardians of the Galaxy. És el segon especial televisiu de l'Univers Cinematogràfic Marvel (MCU), compartint continuïtat amb les pel·lícules de la franquícia. L'especial està produït per Marvel Studios. Té una duració d'uns 40 minuts.
Protagonitzen Chris Pratt, Zoe Saldaña, Dave Bautista, Vin Diesel, Bradley Cooper, Karen Gillan, Pom Klementieff i Sean Gunn, que repeteixen els seus papers de la sèrie de pel·lícules. També aparèixen Michael Rooker, Maria Bakalova i Kevin Bacon com una versió fictícia d'ell mateix. Gunn havia treballat en el concepte de l'especial durant diversos anys abans de ser anunciat el desembre de 2020. El rodatge es va produir des de febrer fins a finals d'abril de 2022 a Atlanta, Geòrgia i Los Angeles, durant la producció de Guardians of the Galaxy Vol. 3.
John Murphy, el compositor del vol. 3, també fa la partitura de l'especial.
L'especial es va estrenar el 25 de novembre de 2022 a Disney+, com a últim projecte de la fase quatre de l'MCU.